# Live at Carnegie Hall 1963
Live at Carnegie Hall 1963 är en live-EP släppt 2005 av Bob Dylan på Columbia Records. Låtarna spelades in 1963 under en konsert i Carnegie Hall i New York.

## Låtlista
Låtarna skrivna av Bob Dylan.
1. "The Times They Are a-Changin'" - 4:04
2. "Ballad of Hollis Brown" - 6:03
3. "Boots of Spanish Leather" - 5:39
4. "Lay Down Your Weary Tune" - 5:04
5. "North Country Blues" - 4:16
6. "With God on Our Side" - 6:48